# TT279

La tombe TT 279, est située à El-Assasif dans la vallée des Nobles, sur la rive ouest du Nil face à Louxor.
C'est la tombe de Pabasa, chef régisseur de Nitocris Ire, divine adoratrice d'Amon durant le règne de Psammétique Ier.

## Description

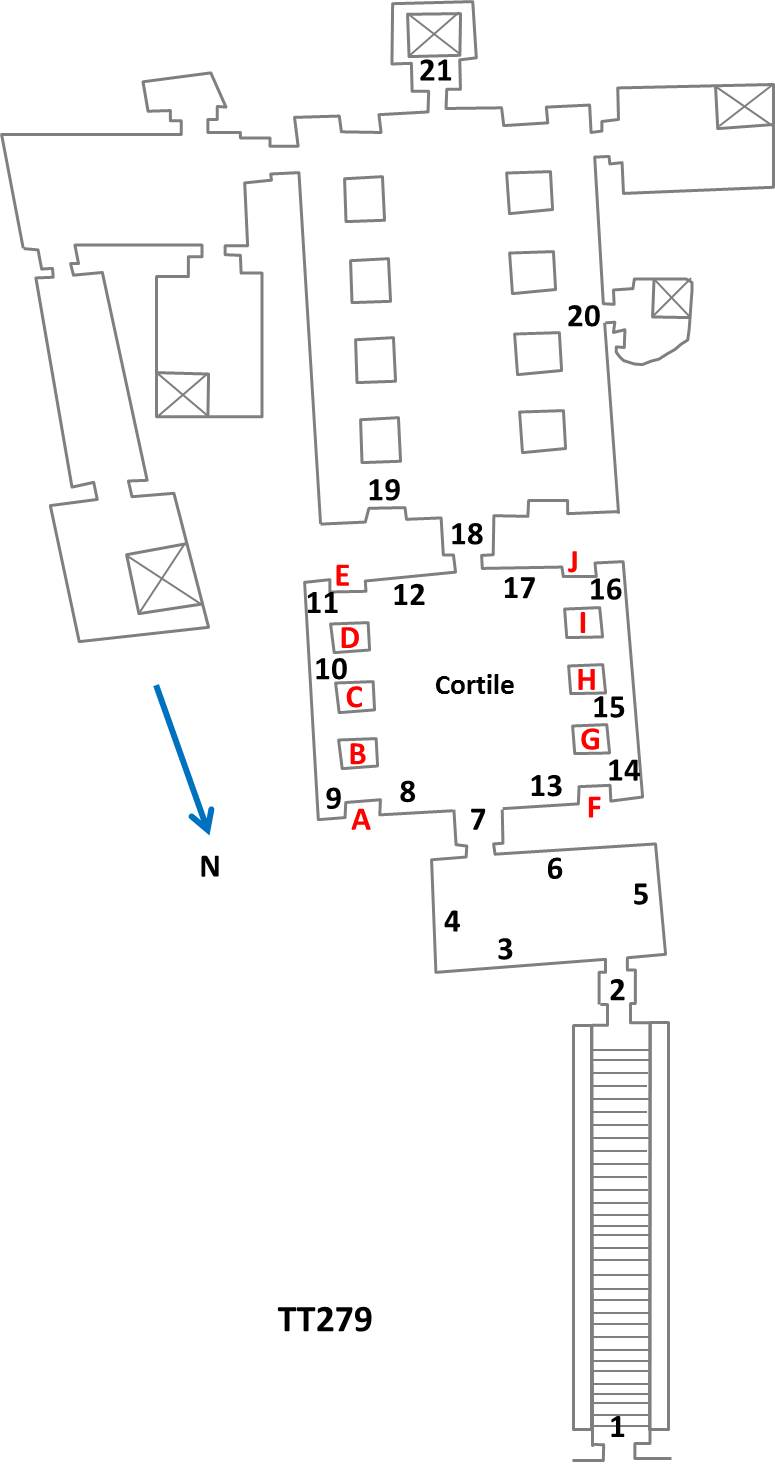

### Contenu
Le sarcophage trouvé dans la tombe a été acquis à Paris en 1836 par Alexander Douglas-Hamilton, 10e duc de Hamilton et est maintenant hébergé à la Kelvingrove Art Gallery and Museum, Glasgow, en Écosse.  